# Kobaïaans
Het Kobaïaans is een kunsttaal, die een belangrijke rol speelt binnen het werk van de Franse rockband Magma als de taal van de fictieve planeet Kobaïa. De taal werd gemaakt door de drummer en grondlegger van de groep, Christian Vander, en wordt voor vrijwel alle gezongen stukken van het repertoire van de band gebruikt. De taal heeft Franse invloeden, maar heeft evenzeer Germaanse klanken, en ook Slavische en Latijnse. In geschreven vorm dragen verschillende letters diakritische tekens, zelfs letters waarbij dit minder gebruikelijk is, zoals de w: <ẁ>. Tot op heden zijn sommige woorden van de taal nog niet vertaald, de taal dient dan ook vooral als een muzikaal instrument.
Een bekend Kobaïaans woord is Zeuhl : "hemels".